# Dolores Castro
Dolores Castro Varela (Aguascalientes, Aguascalientes, 12 de abril de 1923-30 de marzo de 2022) fue una poeta, narradora, ensayista y crítica literaria mexicana.

## Biografía
Fue profesora de literatura en la Universidad Autónoma de México, la Universidad Iberoamericana, la Escuela de Periodismo Carlos Septién García, la Escuela de Escritores de la SOGEM y en las escuelas de Bellas Artes de Veracruz, Cuernavaca y Estado de México, entre otras instituciones.  Fue productora de programas radiofónicos. También condujo el programa Poetas de México en el Canal 11 con Alejandro Avilés.  Colaboró en la dirección de Difusión Cultural de la Universidad. Fungió como redactora jefa y colaboradora de Barcos de Papel. Fue miembro del consejo de redacción de Suma Bibliográfica.  Fuensanta, La Palabra y El Hombre, Nivel, Poesía de América, Suma Bibliográfica, y Revista de la UIA. SU poemario ¿Qué es lo vivido? Obtuvo el Premio Nacional de Poesía de Mazatlán en 1980. Ganó el Premio Nacional de Ciencias y Artes en Literatura y Lingüística, 2014. En 2008, el INBA le rindió un homenaje por sus 85 años de vida.  En 2014, el INBA le rindió homenaje con la presentación editorial Dolores Castro, 90 años:  palabra y tiempo.
Ha sido durante décadas maestra de muchas generaciones de poetas. Formó también parte del grupo Ocho Poetas Mexicanos, integrado por Alejandro Avilés, Roberto Cabral del Hoyo, Javier Peñalosa, Honorato Magaloni Duarte, Efrén Hernández, Octavio Novaro y Rosario Castellanos.

## Estudios
Fue egresada de la Universidad Nacional Autónoma de México con licenciatura en derecho y maestría en letras. Hizo un posgrado en Estilística e Historia del Arte en la Universidad Complutense de Madrid; y radio en el Instituto Latinoamericano de la Comunicación Educativa (ILCE).

## Obra
Poesía
- El corazón transfigurado, 1949
- Dos nocturnos, 1952
- Siete poemas, 1952
- La tierra está sonando, 1959
- Cantares de vela, 1960
- Soles, 1977
- Qué es lo vivido, 1980
- Las palabras, 1990
- Poemas inéditos, 1990
- No es el amor el vuelo, 1992
- Tornasol, 1997
- Sonar en el silencio, 2000
- Oleajes, 2003
- Íntimos huéspedes, 2004
- Algo le duele al aire, 2011
- Viento quebrado, poesía reunida, 2011
- El corazón transfigurado/The Transfigured Heart [Edición bilingüe] Trad. [[Francisco Macías Valdés]], 2013
- Sombra domesticada, 2013
- Pozo de Luz 2013
- Algo le duele al aire/ Something Pains the Wind [Edición bilingüe] Trad. [[Francisco Macías Valdés]], 2015

Novela
- La ciudad y el viento, 1962

Ensayo
- Dimensión de la lengua en su función creativa, emotiva y esencial, 1989

Antologías
- Obras completas, 1991
- Antología poética en francés, 2003
- A mitad de un suspiro, 2008
- La vida perdurable, antología poética

## Reconocimientos
- Premio Nacional de Poesía Sor Juana Inés de la Cruz.
- Premio Nacional de Poesía, Mazatlán, 1980.
- Premio III Nezahualcóyotl (junto con José Emilio Pacheco), 2004.
- En 2008, el Instituto Nacional de Bellas Artes le rindió un homenaje a su trayectoria literaria, sus aportaciones a las letras mexicanas y por sus 85 años de vida.
- Premio Iberoamericano de Poesía Ramón López Velarde 2013.
- Premio Nacional de Ciencias y Artes en el área de Lingüística y Literatura[8] otorgado por la Secretaría de Educación Pública en 2014.[9]

Hay un plantel de CONALEP que lleva su nombre y dos premios de poesía: el Premio Estatal de Poesía Dolores Castro que otorga el Instituto Tlaxcalteca de Cultura y el Consejo Nacional para la Cultura y las Artes, y el Premio Dolores Castro de Narrativa y Poesía Escrita por Mujeres que otorga el Ayuntamiento del Municipio de Aguascalientes a través del Instituto Municipal Aguascalentense para la Cultura.
En 2018, el Fondo de Cultura Económica inauguró una librería con su nombre en la ciudad de Aguascalientes.
En el mes de noviembre de 2023 fue condecorada con el doctorado honoris causa por parte de la Universidad Autónoma de Aguascalientes.